# Reddelich
Reddelich település Németországban, Mecklenburg-Elő-Pomeránia tartományban, az Amt Bad Doberan-Land-hoz tárózik. Lakosainak száma 992 fő (2023. december 31.).

## Fekvése
A Balti-tengertől 5 km-re fekszik, a 105-ös út mentén, Bad Doberan és Kröpelin között.

## A település részei
Reddelichhez tartozik 1950-től Brodhagen.

## Népesség
A település népességének változása:
| Lakosok száma | 934  | 942  | 983  | 1009 | 992  |
|               | 2017 | 2019 | 2021 | 2022 | 2023 |

### Megközelítése
Itt egy vasúti megállóhellyel rendelkezik. 
A Wismar–Rostock-vasútvonallal elérhető.